# Дэмби-Доло
Дэмби-Доло — город в зоне Келем-Уоллега региона Оромия, Эфиопия. Население на 2007 год — 29 448 человек.

## История
В 1920 году город служил резиденцией губернаторов юго-западной Эфиопии до итальянского завоевания. Ричард Панкхерст отмечал, что в этот период Дэмби-Доло был «крупным торговым центром кофе, откуда к 1930-м годам около 500 000 кг зерён, помимо большого количества воска и кожи, ежегодно экспортировались в Судан». Император Иясу V посетил город примерно в 1912 году, где его приветствовал дэджазмач Джоте.
В 1958 году Дэмби-Доло стал одним из 27 мест в Эфиопии, получивших статус города первого класса.
Последняя военная операция Фронта освобождения оромо (ФОО) в 1991 году произошла в Дэмби-Доло, когда некоторые из его подразделений, как сообщается, убили более 700 правительственных солдат. После этого ФОО взял на себя гражданский контроль над городом и прилегающей территорией.

## Демография
По данным национальной переписи 2007 года, общая численность населения Дэмби-Доло составляла 29 448 человек. Большинство жителей были протестантами, в то время как 30,14 % исповедовали эфиопское православное христианство, 8,81 % исповедовали ислам и 2,07 % были католиками. По данным переписи 1994 года, в городе проживало 19 587 человек.